# Manlio Sgalambro
Manlio Sgalambro (Lentini, 9 de desembre del 1924 - Catània, 6 de març de 2014) fou un filòsof, poeta, lletrista i dramaturg italià. Proper a les formes de pensament nihilista i a pensadors com Emil Cioran o Karl Kraus, Sgalambro ha publicat una gran quantitat de llibres, que es destaquen pel seu gust per l'aforisme i l'ús d'una gran dosi de causticitat.

## Col·laboració amb Franco Battiato
Sgalambro és famós per la seva col·laboració amb el prestigiós cantant sicilià Franco Battiato que conegué als anys 90 durant la presentació d'un escriptor. D'ençà aquella època Sgalambro participarà en gairebé tots els tours del cantant i l'acompanyarà escrivint-li textos tant per les cançons com per al teatre. Escrigué per Battiato el libretto de l'òpera Il cavaliere dell'intelletto i collaborà a la posta a punt de Gilgamesh. Durant l'emissió del programa televisiu Bitte, keine réclame, conduït per Battiato per a la Rai, Sgalambro s'ocupà de l'angle filosòfic.
El 2001, Franco Battiato va produir amb Saro Cosentino el primer àlbum musical de Sgalambro, Fun Club, que va marcar oficialment el començament de la carrera artística i musical del filòsof sicilià (abans, tanmateix, ja havia cantat amb freqüència en diversos entorns, sovint en els mateixos escenaris que Battiato). Es tracta d'un àlbum de versions, entre elles La vie en rose, Moon River o Me gustas tú de Manu Chao.
Al tour de 2002, Sgalambro reinterpreterà una nova versió de la cançó Accetta il consiglio, treta del film El peix gros, afegint-hi referències filosòfiques, com ara a Sòcrates.
Cal esmentar la participació de Sgalambro a l'àmbit del cinema: col·laborà al guió i escenografia de les tres pel·lícules de Franco Battiato, Perduto amor, Musikanten i Niente è come sembra, en les quals recita algunes parts.

## Obres
- Anatol (Adelphi, 1990)
- Anatol (Circé, 1998 - edició francesa)
- La conoscenza del peggio (Adelphi, 2007)
- La consolación (Pre-textos, 2009 - edició espanyola de La consolazione)
- La consolazione (Adelphi, 1996)
- Contro la musica: sull'ethos della musica (De Martinis, 1994)
- De la pensée brève (Circé, 1998 - edició francesa de Del pensare breve)
- Del delitto (Adelphi, 2009)
- Dell'indifferenza in materia di società (Adelphi, 1994)
- Del metodo ipocondriaco (Il girasole, 1988)
- Del pensare breve (Adelphi, 1991)
- De mundo pessimo (Adelphi, 2004)
- Dialogo sul comunismo (De Martinis, 1995)
- Dialogo teologico (Adelphi, 1993)
- La morte del sole (Adelphi, 1982-1996)
- Nietzsche: frammenti di una biografia per versi e voce (Bompiani, 1998)
- Opus postumissimum: frammento di un poema (Giubbe rosse, 2002)
- I paralipomeni all'irrazionalismo (Giacoppo, 1946 - en el mensual Prisma)
- Quaternario: racconto parigino (Il girasole, 2006)
- Teoria della canzone (Bompiani, 1997)
- Traité de l'âge: une leçon de métaphysique (Payot, 2001 - edició francesa del Trattato dell'età)
- Trattato dell'empietà (Adelphi, 1987-2005)
- Trattato dell'età: una lezione di metafisica (Adelphi, 1999)
- Vom Tod der Sonne (Hanser, 1988 - edició alemanya de La morte del sole)

## Col·laboracions
- Giovanni Gentile, L'atto del pensare come atto puro (llibre, De Martinis, 1995)
- Franco Battiato, Bitte keine réclame (transmissió televisiva, inèdita, 2004)
- Luca Farruggio, Bugie estatiche (libro, Il filo, 2006)
- Franco Battiato, Campi magnetici: i numeri non si possono amare (CD, L'ottava & Sony, 2000)
- Riccardo Mondo & Luigi Turinese, Caro Hillman: venticinque scambi epistolari con James Hillman (llibre, Bollati Boringhieri, 2004)
- Franco Battiato, Il cavaliere dell'intelletto (obra teatral, inèdita, 1994)
- Franco Battiato, Colonna sonora di Perduto amor (CD, L'ottava & Sony, 2003)
- Giulio Cesare Vanini, Confutazioni delle religioni (llibre, De Martinis, 1993)
- Guido Cionini, Il consolatore (DVD, Nexmedia, 2006)
- Domenico Trischitta, Daniela Rocca: il miraggio in celluloide (llibre, Boemi, 1999)
- Alessandro Pumo, Il destino del corpo (llibre, Nuova Ipsa, 2002)
- Franco Battiato, Dieci stratagemmi (CD, L'ottava & Sony, 2004)
- Antonio Contiero, Dolore e poesia (llibre, La pietra infinita, 2003)
- Salvo Basso, Dui (llibre, Prova d'autore, 2001)
- Tommaso Ottonieri, Elegia sanremese (llibre, Bompiani, 1998)
- Carmen Consoli, Elettra (CD, Universal, 2009)
- Franco Battiato, La emboscada (CD, L'ottava & Universal, 1997 - edició espanyola de L'imboscata)
- Franco Battiato, Ferro battuto (CD, L'ottava & Sony, 2001)
- Arthur Schopenhauer, La filosofia delle università (llibre, Adelphi, 1992)
- Franco Battiato, Fleurs: esempi affini di scritture e simili (CD, L'ottava & Universal, 1999)
- Franco Battiato, Fleurs 2 (CD, L'ottava & Sony, 2008)
- Franco Battiato, Fleurs 3 (CD, L'ottava & Sony, 2002)
- Antonio Contiero, Galleria Buenos Aires (llibre, Aliberti Editore, 2006)
- Franco Battiato, Gommalacca (CD i llibre, L'ottava & Universal, 1998)
- Franco Battiato, Hierro forjado (CD, L'ottava & Sony, 2001 - edició espanyola de Ferro battuto)
- Franco Battiato, Inneres Auge: il tutto è più della somma delle sue parti (CD, L'ottava & Universal, 2009)
- Franco Battiato, L'imboscata (CD i llibre, L'ottava & Universal, 1996)
- Franco Battiato, L'imboscata tour (VHS e DVD "La cura", L'ottava & Universal, 1997-2004)
- Franco Battiato, Last summer dance (CD, L'ottava & Universal, 2003)
- Lilies on Mars, Lilies on Mars (CD, autoproducció, 2008)
- Anna Vasta, I malnati (libro, I quaderni del battello ebbro, 2005)
- Ottavio Cappellani, La morale del cavallo (libro)
- Fiorella Mannoia, Il movimento del dare (CD, Universal, 2008)
- Franco Battiato, Musikanten (DVD, L'ottava & Rai, 2006)
- Franco Battiato, L'ombrello e la macchina da cucire (CD, Emi & L'ottava, 1996)
- Mariacatena De Leo & Luigi Ingaliso, Nell'antro del filosofo: dialogo con Manlio Sgalambro (llibre, Prova d'autore, 2002)
- Franco Battiato, Niente è come sembra (DVD, Bompiani & L'ottava, 2007)
- Franco Battiato, L'ombrello e la macchina da cucire (CD, Emi & L'ottava, 1996)
- Franco Battiato, Perduto amor (DVD, L'ottava & Sidecar, 2003)
- Davide Benati, Poesie (libro, La pietra infinita, 1999)
- Giuseppe Tornatore, Una pura formalità (llibre, De Martinis, 1994)
- Davide Benati, Segrete (llibre, La pietra infinita, 2001)
- Maurizio Cosentino, I sistemi morali (llibre, Boemi, 1998)
- Franco Battiato, Un soffio al cuore di natura elettrica (CD e DVD, L'ottava & Sony, 2005)
- Daniele Consoli, La verità sul caso del signor Ciprì e Maresco (VHS, Zelig, 2004)
- Alice, Viaggio in Italia (CD, Nun, 2003)
- Franco Battiato, Il vuoto (CD, L'ottava & Universal, 2007)
- Bruno Monsaingeon, Incontro con Nadia Boulanger (llibre, rueBallu, 2007).

## Discografia
- Fun club (CD, Sony, 2001)
- La canzone della galassia (single iTunes, Sony, 2009)